# Adelobasileus
Adelobasileus cromptoni – najstarszy znany przedstawiciel ssaków.
Żył w okresie późnego triasu (ok. 225 mln lat temu) na terenach Ameryki Północnej. Jego szczątki (niekompletną czaszkę - dł. 1,5 cm) znaleziono w USA (w stanie Teksas).
Jego nazwa znaczy „ukryty król” (od stgr. ἄδηλος βασιλεύς). Długość ciała ok. 12 cm, mięsożerny.
Prawdopodobnie rozmnażał się jajorodnie, w przeciwieństwie do dzisiejszych żyworodnych ssaków.